# Коидзуми, Кадзухиро
Кадзухиро Коидзуми (яп. 小泉 和宏; род. 16 октября 1949, Киото) — японский дирижёр.

## Биография
Окончил Токийский национальный университет искусства и музыки, ученик Кадзуо Ямады. В 1970—1972 гг. ассистент дирижёра в Японском филармоническом оркестре. С 1972 г. совершенствовал своё мастерство в Берлинской Высшей школе музыки под руководством Ханса Мартина Рабенштайна, в 1973 г. был удостоен первой премии на Международном конкурсе дирижёров имени Герберта фон Караяна.
В 1975—1980 гг. возглавлял Новый Японский филармонический оркестр, одновременно много работал с Берлинским филармоническим оркестром, в 1976 г. дебютировал на Зальцбургском фестивале. В 1983—1989 гг. работал в Канаде: главный дирижёр Виннипегского симфонического оркестра. Затем вновь преимущественно в Японии: в 1989—1995 гг. главный дирижёр Симфонического оркестра Кюсю, в 1995—1998 гг. постоянный дирижёр Токийского столичного симфонического оркестра, с 1998 г. его главный приглашённый дирижёр, с 2008 г. постоянный дирижёр. Одновременно с 2003 г. главный дирижёр, с 2008 г. музыкальный руководитель Оркестра столетия (Осака).
Среди записей Коидзуми, в частности, Четвёртая, Пятая и Шестая симфонии Петра Ильича Чайковского с Королевским филармоническим оркестром (Лондон).